# Escarpament Losiolo
Escarpament Losiolo és un escarpament que es troba al costat est de la Gran Vall del Rift de Kenya.
S'eleva a 2.000 m sobre el terra de la vall del Suguta al costat est, prop de Maralal. L'escarpament ofereix una de les vistes més espectaculars de la vall del Rift de Kenya. També es coneix amb el nom de «la fi del món» i és el penya-segat més llarg de la Vall del Rift.